# Lago Kirch
El lago Kirch (en alemán: Kirchsee) es un lago situado en la región administrativa de Alta Baviera, en el estado de Baviera (Alemania), a una elevación de 700 metros; tiene un área de 42 hectáreas. 